# Tommy Werner
Tommy Werner (n. 31 martie 1966, Karlskrona, Comitatul Blekinge, Suedia) este un înotător suedez, medaliat olimpic. A participat la 3 ediții ale Jocurilor Olimpice (1984, 1988, 1992) în care a câștigat o medalie de argint.